# Мартиросян Вілен Арутюнович
Мартиросян Вілен Арутюнович (22 вересня 1940, м. Кіровабад (Гянджа), Азербайджанська РСР, СРСР — 19 липня 2023, м. Київ, Україна). Генерал-лейтенант у відставці. Народний депутат СРСР. Активний діяч і один з керівників Народного Руху України. Голова Політичної партії «Вітчизна».

## Життєпис
Народився в 1940 році та закінчив середню школу у місті Гянджі.
У 1963 році — закінчив навчання в Київському військовому училищі зв'язку.
У 1972 році — закінчив навчання у Військовій академії зв'язку ім. С. М. Будьонного.
У 1959–1991 роках проходив військову службу у Радянській Армії на посадах: командира взводу, роти, батальйону, заступника командира полку, начальника штабу бригади, командира окремого полку.
У 1966–1968 роках — депутат районної ради м. Єреван Вірменської РСР. 
У 1986–1988 роках — депутат міської ради м. Рівне (Україна), 1990–1994 — депутат Рівненської обласної ради.
Протягом 1989–1991 років — народний депутат СРСР від Рівненської області, у його підтримку проголосували 87% виборців округу. Будучи народним депутатом СРСР, входив до складу комісій Верховної Ради СРСР по розслідуванню трагедії у Грузії (травень – жовтень 1989 р.), подій у Прибалтиці (січень – лютий 1990 р.), трагедії у Нагірному Карабасі. Член Координаційної ради Міжрегіональної депутатської групи – координатор з військових питань.
За ініціативи Вілена Мартиросяна, вперше у СРСР, була створена громадська організація військовослужбовців «Союз соціального захисту «Щит», що додало йому авторитету серед військових.
У 1989–1991 роках — заступник голови громадсько-політичної організації «Народний рух України» – голова ради національностей НРУ.
У 1991 році — був одним з організаторів Всеукраїнської громадської організації військово-патріотичного спрямування «Спілка офіцерів України», став її першим Головою, створив у всіх областях України обласні організації Всеукраїнської громадської організації «Спілка офіцерів України».
«Спілка офіцерів України» стала надійним щитом при захисті державного суверенітету України від ГКЧП. Діяльність СОУ на чолі з Віленом Мартиросяном поклала початок формуванню Збройних Сил України. Його полк першим вийшов з підпорядкування МО СРСР і ввійшов у підпорядкування Верховної Ради України, піднявши на своїй території національний прапор. Полк першим склав Військову присягу на вірність народу України.
В жовтні 1991 року «Спілка офіцерів України» запобігла спробі державного перевороту, інспірованого Міністерством оборони СРСР напередодні Всеукраїнського референдуму про проголошення незалежності України. Були зірвані плани виводу військ, дислокованих в Україні, на територію Білорусі й уведення військ з Росії й Білорусі на територію України.
У 1991–1992 роках — Вілен Мартиросян через «Спілку офіцерів України» організував прийняття Військової присяги на вірність народу України всіма військовослужбовцями й військовозобов'язаними, чим був покладений початок будівництва Збройних Сил, як гаранта незалежності України. «Спілка офіцерів України» під керівництвом В. А. Мартиросяна приклала багато зусиль по кадровому укомплектуванню знову створеного Міністерства оборони України.
У 1992 році був призначений головою Комітету з питань соціального захисту військовослужбовців і членів їх родин при Кабінеті Міністрів України.
На 1998 рік — голова об'єднання «Вітчизна», потім — однойменної партії «Вітчизна», яка виступала за зміцнення відносин з Росією та Білоруссю.
У 2006 році, Вілен Мартиросян відмовився від злиття партії «Вітчизна» та «Партії Регіонів».
На парламентських виборах 2006 року «Вітчизна», очолювана Віленом Мартиросяном, разом з партіями «Соціалістична Україна», партією «Союз» та Слов'янською партією утворили виборчий блок «За союз». 
Був третім номером в списку блоку «За союз».
21 червня 2021 року, в ефірі телеканалу «НАШ», власником якого є антиукраїнський політик Євген Мураєв, колишній депутат Верховної ради України і відставний генерал-лейтенант Збройних Сил України Вілен Мартиросян публічно зізнався в тому, що шкодує про перехід на сторону України з лав Радянської Армії в 1991 році.
10 жовтня 2021 року, Центральний Провід Всеукраїнської громадської організації «Спілка офіцерів України» розглянув численні звернення членів Спілки стосовно неодноразових виступів генерал-лейтенанта у відставці Вілена Мартиросяна на телеканалі «НАШ». Було зазначено, що у виступах генерал-лейтенанта у відставці Вілена Мартиросяна на телеканалі «НАШ» звучать майже всі наративи російської пропаганди. Ним озвучуються хибні заяви, які, як правило, викривлено відображають зовнішньо- та внутрішньо-політичну ситуацію, що склалася через війну Російської Федерації проти України, шкодять Україні та не відповідають ідейним основам діяльності, статутним вимогам і переконанням членів «Спілки офіцерів України». Всеукраїнська громадська організація «Спілка офіцерів України» рішуче відмежувалася від заяв громадянина України генерал-лейтенанта у відставці Вілена Мартиросяна та засудила їх, як надзвичайно шкідливі та несумісні з подальшим членством в організації.
Помер 19 липня 2023 року. Похований 22 липня 2023 року на Байковому кладовищі в м. Києві.